# Cephaloidophora chthamalicola
Cephaloidophora chthamalicola is een soort in de taxonomische indeling van de Myzozoa, een stam van microscopische parasitaire dieren. Het organisme komt uit het geslacht Cephaloidophora en behoort tot de familie Cephaloidophoridae. Cephaloidophora chthamalicola werd in 1953 ontdekt door Bogolepova.